# Trauer (Band)
Trauer war eine deutsche Depressive-Black-Metal-Band.

## Geschichte
Die Band wurde 2006 in Bayreuth gegründet. Bis zur Veröffentlichung des Debütalbums Haunting Shores verstrichen drei Jahre. Bis zur Auflösung 2016 folgten noch zwei weitere Studioalben, u. a. beim italienischen Label War Against Yourself.

## Stil
Bei Bleeding4Metal wurde der Stil im Rahmen einer Rezension zum Album A Walk into the Twilight (2016) als „sehr melodischer, depressiver Black Metal“ beschrieben. Als Referenzen wurden Empyrium und Caladan Brood genannt.  Auch Powermetal.de schrieb von Depressive Black Metal.

## Diskografie
- 2006: ...Von der Selbstaushungerung (Selbstverlag)
- 2007: Svarthem I - Once Forgotten... Forgotten Ones (Selbstverlag)
- 2008: Chöre des Niederganges (Split-Album mit Frozen Burial, Leichenstätte und Balnasar; Selbstverlag)
- 2009: Haunting Shores (Nocturnal Empire)
- 2014: ... A Man with a Load of Mischief (Nihilistische KlangKunst, War Against Yourself)
- 2016: A Walk into the Twilight (Nihilistische KlangKunst, War Against Yourself)